# Ruža Tomašić

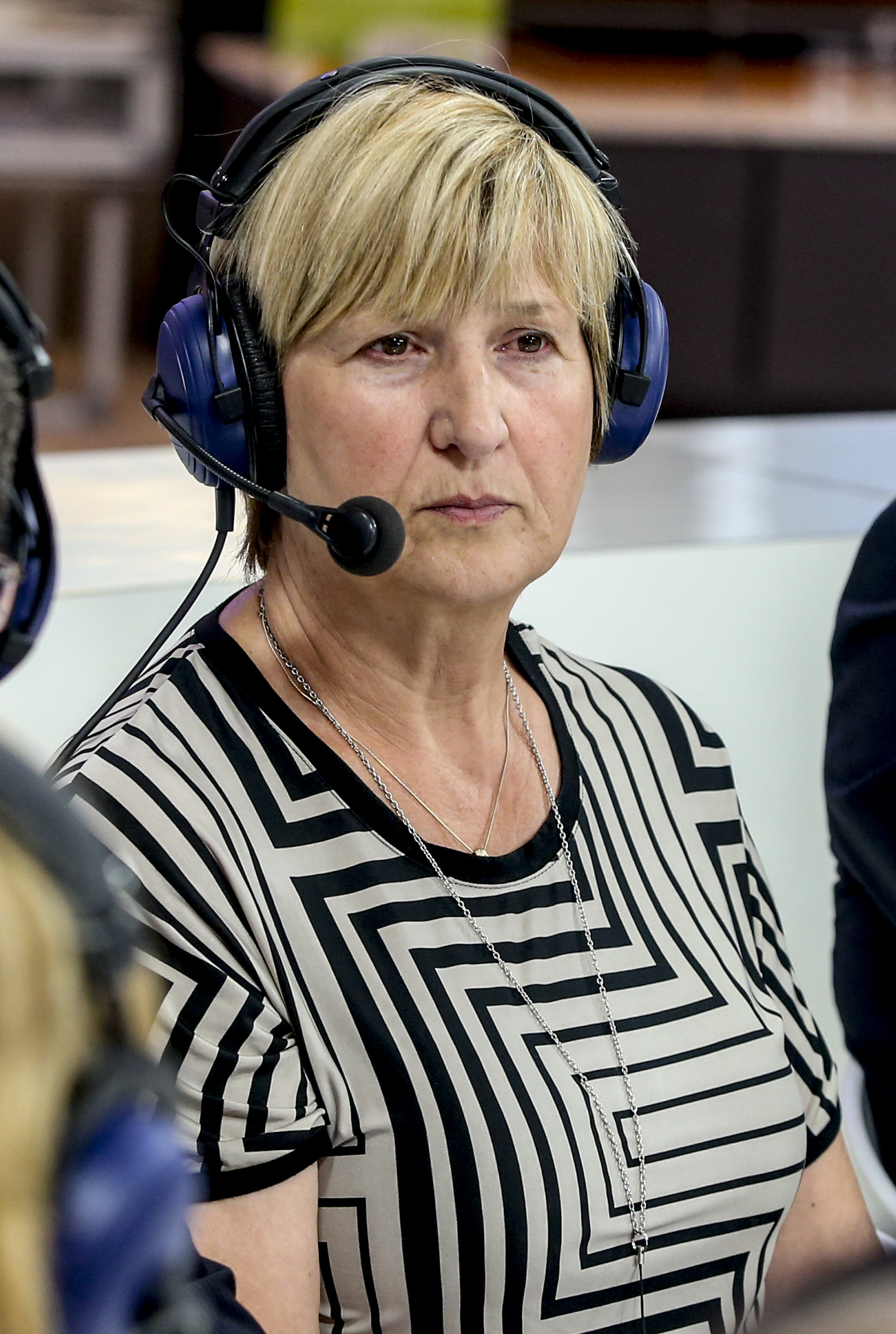
Ruža Tomašić bei einer Live-Debatte im Europäischen Parlament (2015)

Ruža Tomašić (* 10. Mai 1958 in Mladoševica bei Maglaj, SR Bosnien-Herzegowina, Jugoslawien) ist eine kroatische Politikerin (HKS, früher HSP, HSP-AS). Von Juli 2013 bis Juni 2021 war sie Mitglied des Europäischen Parlaments.

## Leben
Ruža Tomašić wurde in dem bosnischen Dorf Mladoševica geboren. Als 15-Jährige wanderte sie mit ihrer Familie nach Kanada aus. Bei der kanadischen Polizei war sie Motorradpolizistin. Nach einem Besuch des kroatischen Präsidenten Franjo Tuđman in Vancouver wurde sie Anfang der 1990er Jahre bei ihm Leibwächterin. Wegen einer Krebserkrankung kehrte sie vorübergehend wieder nach Kanada zurück. 1998 ließ sie sich mit ihrer Familie in der Heimat ihres Mannes auf der kroatischen Adria-Insel Korčula nieder. Ruža Tomašić hat zwei Kinder.

## Politische Karriere
Von 2003 bis 2008 war Tomašić Abgeordnete für die rechtsextreme Partei Hrvatska stranka prava (HSP) im kroatischen Parlament. 2009 gründete sie die Absplitterung Hrvatska stranka prava dr. Ante Starčević (HSP-AS) und gewann bei der Parlamentswahl 2011 deren einziges Mandat. Im Vorfeld der Mitgliedschaft Kroatiens in der Europäischen Union zum 1. Juli 2013 wurden im April 2013 zwölf kroatische Abgeordnete für das Europäische Parlament gewählt. Auf der gemeinsamen Liste ihrer Partei mit der konservativen Hrvatska demokratska zajednica (HDZ) erhielt Tomašić die meisten und von allen Kandidaten die zweitmeisten Stimmen. Die Wahlbeteiligung lag bei 20,75 Prozent. Im Europaparlament gehört Tomašić der ECR-Fraktion an. Anfang November 2014 trat sie aus der HSP-AS aus. Im Januar 2015 trat sie der im November 2014 gegründeten HSP-AS-Abspaltung Hrvatska konzervativna stranka (HKS, Kroatische Konservative Partei) bei und wurde im März 2015 deren Vorsitzende. Am 30. Juni 2021 zog sie sich aus dem Europäischen Parlament zurück. Für sie rückte Ladislav Ilčić nach.

## Politische Ansichten
Tomašić gilt als nationalistisch und galt bis in die jüngste Vergangenheit als Europagegnerin. Im Wahlkampf für das Europaparlament äußerte sie sich laut Presseberichten vom März 2013 bezüglich der serbischen Minderheit mit: „Kroatien gehört den Kroaten, alle anderen sind Gäste“. Nach deutlicher Kritik von Seiten des damaligen Premierministers Zoran Milanović behauptete sie, dies nicht so gesagt zu haben.

## Quelle
- Thomas Roser: Mit Hassreden ins europäische Parlament. Stuttgarter Zeitung vom 17. April 2013.